# Chó Kuvasz
Chó Kuvasz là một giống chó cổ của một giống chó nông trại có nguồn gốc từ Hungary. Nói về các tài liệu có đề cập đến giống chó này, có thể nhắc đến các văn bản của Hungary xưa. Nó đã từng được sử dụng như một con chó bảo vệ hoàng gia, hoặc để bảo vệ vật nuôi, nhưng ngày càng được tìm thấy được nuôi với mục đích làm vật nuôi trong nhà trong suốt 70 năm qua.

## Sức khỏe
Mặc dù nói chung là một giống khỏe mạnh và mạnh mẽ mà có thể được dự kiến sẽ sống khoảng 12 đến 14 năm, Kuvasz dễ bị các vấn đề về phát triển xương. Theo đó, chủ sở hữu nên chăm sóc để cung cấp dinh dưỡng thích hợp cho con chó con Kuvasz của họ và tránh việc phải cho cún con để chơi, vận động mạnh. Như với nhiều giống chó có kích thước lớn, bệnh loạn sản hông cũng gặp phải trên giống này, gây đau đớn và có khả năng gây suy nhược, và bệnh này không phải là hiếm có trong giống chó này. Di truyền tốt và dinh dưỡng hợp lý như một con chó con là chìa khóa để tránh những biến chứng này.
Quan niệm chung cho biết các giống chó giống lớn bao gồm cả giống chó Kuvasz không nên cho ăn một chế độ ăn nhiều calo hoặc protein phần lớn đã bị bác bỏ bởi các nghiên cứu. Rối loạn xương và khớp được cho là di truyền. Tuy nhiên, trọng lượng có thể là một yếu tố ảnh hưởng. Chó con nên được cho ăn một chế độ ăn uống cân bằng. Các con chó Kuvasz có một sự trao đổi chất rất hiệu quả và tăng trưởng cách nhanh chóng, chính vì thế việc bổ sung vitamin là không cần thiết v, trên thực tế là cần tránh. Xương nấu chín không bao giờ được đưa cho một con chó Kuvasz hay bất kỳ con chó nào khác bởi vì quá trình nấu ăn làm cho xương giòn và dễ bị vỡ vụn, có thể gây thương tích nghiêm trọng cho miệng và đường tiêu hóa của chó.